# Sait Buttu Saribu
Sait Buttu Saribu is een bestuurslaag in het regentschap Simalungun van de provincie Noord-Sumatra, Indonesië. Sait Buttu Saribu telt 4713 inwoners (volkstelling 2010).